# Limapontiidae
Limapontiidae is een familie van weekdieren uit de klasse van de Gastropoda (slakken).

## Geslachten
- Alderella Odhner in Franc, 1968
- Alderia Allman, 1845
- Alderiopsis Baba, 1968
- Calliopaea d'Orbigny, 1837
- Ercolania Trinchese, 1872
- Kerryclarkella K. Jensen, 2015
- Limapontia Johnston, 1836
- Olea Agersborg, 1923
- Placida Trinchese, 1876
- Stiliger Ehrenberg, 1828